# Marteau (os)
Pour les articles homonymes, voir Marteau.

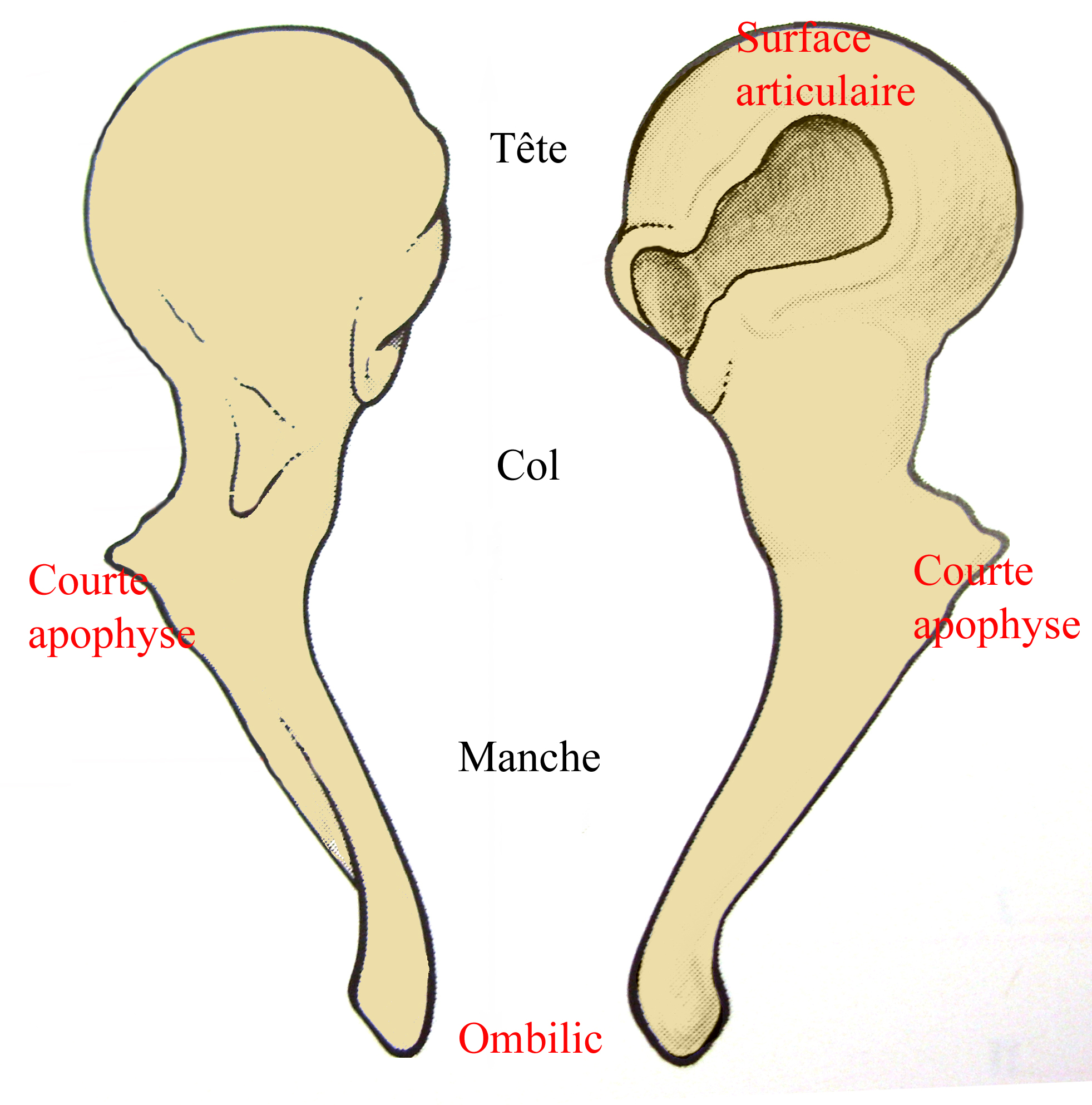
Marteau droit en vue latérale et médiale

Le marteau ou malléus est un osselet de l'ouïe. C'est le plus latéral des trois osselets reliant le tympan à l'ensemble de la chaîne.

## Description
Le marteau est le plus long des osselets avec, en moyenne, une longueur de 8 mm pour une largeur de 2,7 mm et un poids de 22 à 29 milligrammes, c'est le plus grand de la chaîne des osselets.
Il est formé, de haut en bas, d'une tête, d'un col, et d'un manche.

### Tête du marteau
La tête du marteau (ou tête du malléus) forme la partie supérieure du l'osselet. Elle se situe au-dessus de la membrane tympanique, dans le récessus épitympanique et ne peut être visualisée lors d'une otoscopie, en l'absence de remaniement osseux pathologique.
Elle est ronde et lisse sauf sur sa face postérieure où la facette articulaire du marteau en forme de selle qui répond à celle de l'enclume pour former l'articulation incudo-malléaire. Cette surface articulaire est oblique vers le bas et en dedans et est recouverte d'une fine couche de cartilage hyalin. Elle est divisée en deux par une crête verticale qui la divise en un versant postérieur et un versant médial.

### Col du marteau
Le col du marteau (ou col du malléus) est une portion osseuse rétrécie, qui se situe au-dessous de la tête. Il est aplati d'avant en arrière et se situe au contact de la corde du tympan (un des nerfs du goût, branche du nerf facial) qui chemine en arrière, et de la pars flaccida du tympan en dehors.
De la partie latérale du col se détache un processus osseux conique et court d'1 mm environ: le processus latéral du marteau ou apophyse courte du marteau ou apophyse latérale du marteau). Il forme une saillie sur le tympan correspondant à l'insertion des ligaments tympano-malléolaires antérieur et postérieur.
Sur la partie antérieure du col se détache vers l'avant un processus court et fin: le processus antérieur du marteau (ou apophyse longue du marteau ou apophyse antérieure du marteau ou apophyse de Raw) qui donne insertion au ligament antérieur du malléus.

### Manche du marteau

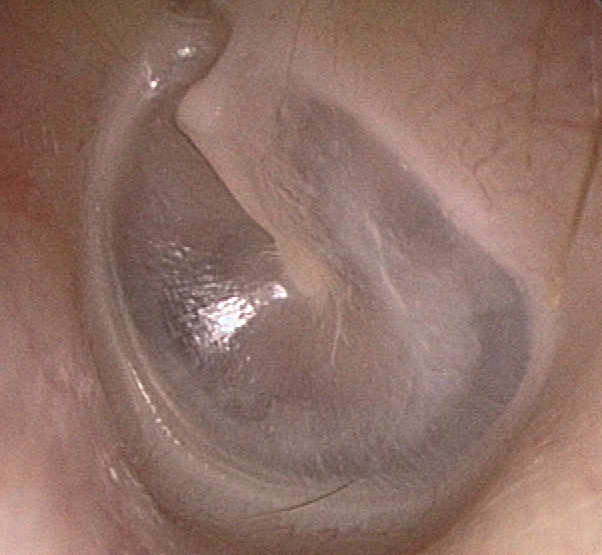
Tympan gauche en otoscopie. Manche du marteau visible par transparence.

Le manche du marteau (ou manubrium du marteau) est une longue apophyse, s'étendant depuis le col, et se dirigeant en arrière, en bas et en dedans. Il forme avec le col et la tête un angle obtus qui s'ouvre en haut en arrière et en dedans. Il est aplati d'avant en arrière, et a une forme incurvée, concave en dehors. Il se termine par une extrémité élargie, appelée spatule, qui répond à l'ombilic de la membrane tympanique. Cette partie est visible lors d'une otoscopie.
Le manche du marteau est inclus dans l'épaisseur du tympan, entre la couche externe épidermique et la couche interne muqueuse, et donne des insertions à la couche moyenne fibreuse.

## Vascularisation
Le marteau est vascularisé par l'artère tympanique antérieure, branche de l'artère mandibulaire, elle même branche de l'artère maxillaire.
Le drainage veineux est similaire à celui du reste de la cavité tympanique, il se fait vers la veine méningée moyenne en haut et vers le bulbe de la jugulaire interne en bas .

## Rapports

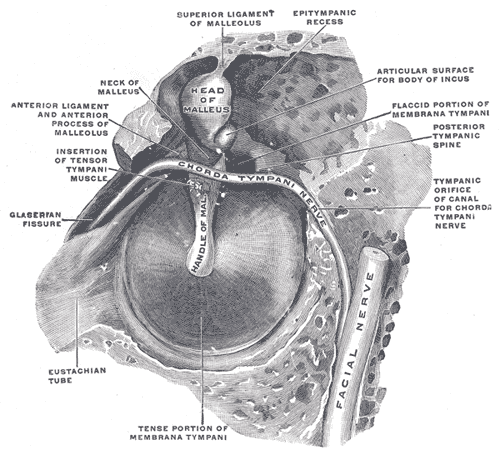
Tympan droit vu de dedans. On voit le malleus s'étendre dans l'attique, et la corde du tympan qui passe en dedans au niveau du col.

La tête est située dans le récessus épitympanique et s'articule en dedans avec le corps de l'enclume.
Le manche et le processus latéral sont en contact avec le tympan. Le manche se termine par l'ombilic qui est étroitement inclus dans le tympan. Le reste du manche et le processus latéral sont moins adhérents; en chirurgie, il est facile de les détacher de cette membrane.

### Muscles
Le muscle tenseur du tympan (ou muscle du marteau en ancienne nomenclature) s'insère sur le côté interne de la partie supérieure du manche du marteau. En se contractant, il va donc attirer en dedans le manche, ce qui va tendre la membrane du tympan, et basculer en dehors la tête, entrainant l'enclume puis par continuité l' étrier, l'enfonçant dans la fenêtre du vestibule.

### Ligaments

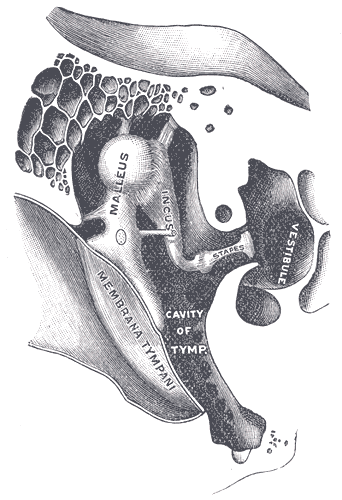
Coupe verticale permettant de voir le malleus fixé par ses ligaments supérieur et antérieur

Le marteau est fixé dans la caisse du tympan par trois ligaments:
- Le ligament supérieur du marteau le relie à la paroi supérieure de la cavité tympanique, et s'insère sur le sommet de la tête du marteau.
- Le ligament latéral le relie au bord inférieur du mur épitympanique, et s'insère sur la partie inféra-latérale de la tête du marteau .
- Le ligament antérieur qui prolonge le processus antérieur du marteau et traverse la fissure pétro-tympanique pour se terminer sur l'épine de l'os sphénoïde.

## Embryologie

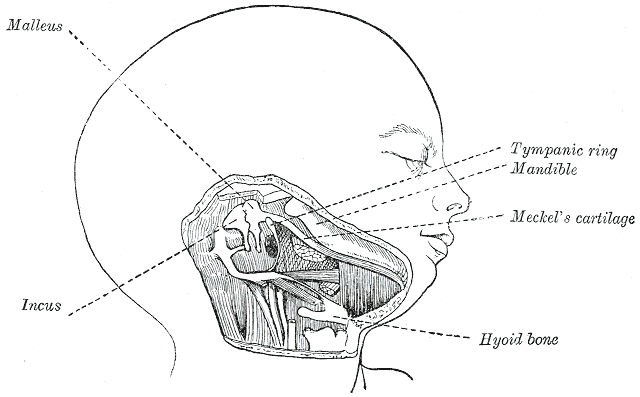
Système ossiculaire d'un embryon à l'âge de 18 semaines.

Le marteau dérive de la crête neurale du premier arc branchial et notamment du cartilage de Meckel. Il se forme lors de la sixième semaine du développement embryonnaire, puis subit un processus d'ossification endochondrale qui débute à la 16ème semaine de développement et se termine vers la 26ème semaine .

## Anatomie fonctionnelle
Le marteau est le premier des trois osselets formant la chaine des osselets, dont le rôle est de transférer et d'amplifier la vibration sonore, du tympan à l'oreille interne. 
De par sa relation étroite avec la membrane tympanique, le marteau transmet la vibration de celle-ci à l'enclume, qui la transmet par l'intermédiaire de l'étrier à l'oreille interne.

## Aspect clinique

### Syndrome de House
Décrit pour la première fois en 1966 par Goodhill, le syndrome de House ou syndrome de Goodhill est une fixation atticale de la tête du marteau, à cause d'une ossification des ligaments antérieurs ou supérieurs du malleus. Cela occasionne une surdité de transmission, dite à tympan normal, puisqu'elle est associée à une otoscopie sans particularité. La surdité peut être plus ou moins prononcée mais dépasse rarement les 30 dB. Le diagnostic est suspecté sur le scanner des rochers, et confirmé lors de la chirurgie, en visualisant la fixation. Le traitement est chirurgical, avec une section de la synostose ou une tympanoplastie .

### Piston de malleus
Dans la chirurgie d'otospongiose, en cas d'absence ou de malformation de l'incus, un piston spécial peut se fixer sur le malleus et transmettre directement les vibrations de l'osselet à l'oreille interne .

### Prothèse de malleus
En cas de reconstruction ossiculaire avec malleus absent, une prothèse permettant de remplacer le malleus et donc de stabiliser le montage a été développée .

## Anatomie comparée
Le marteau n'est retrouvé que chez les mammifères. Il provient d'un os de la mâchoire inférieure retrouvés chez les amniotes, l'os articulaire, que l'on peut retrouver dans la mâchoire de la plupart des vertébrés autre que les mammifères, notamment chez les reptiles et les oiseaux .

## Histoire
Le nom malleus vient du latin signifiant marteau.
Sa découverte reviendrait à l'anatomiste et philosophe Alessandro Achillini . Sa première description écrite remonte à 1521, et fut réalisée par Berengario da Carpi dans son Commentaria super anatomia Mundini, mais la description complète est due à Niccolo Massa dans son Liber introductorius anatomiae , qui le premier décrivit son rapport avec l'incus et introduisit le terme de malleoli par analogie avec la forme d'un marteau.

## Galerie

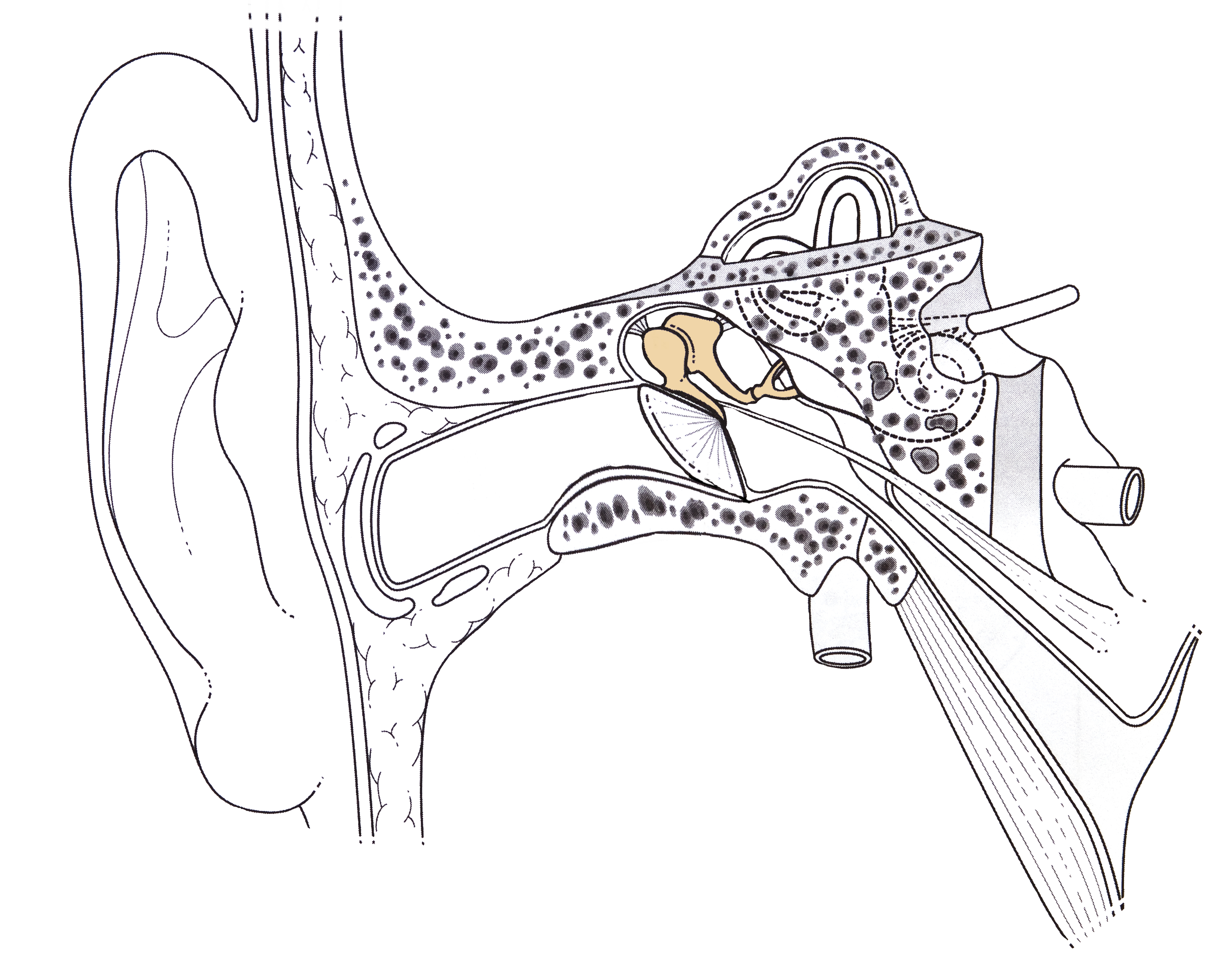
Place de la chaîne des osselets dans l'oreille.
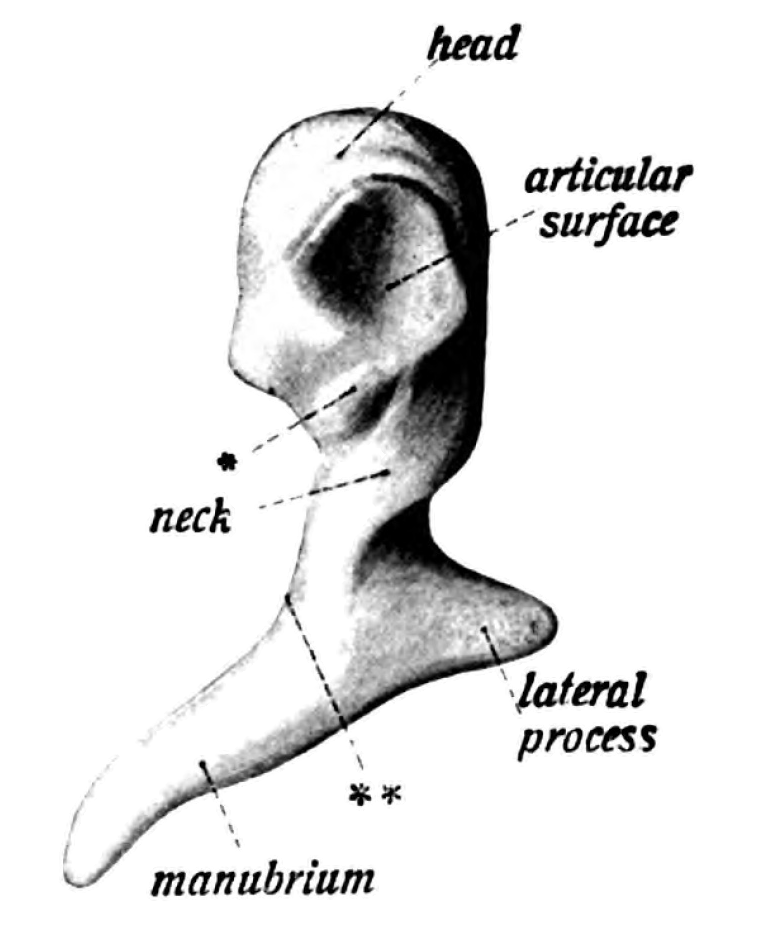
Malleus droit en vue postérieure
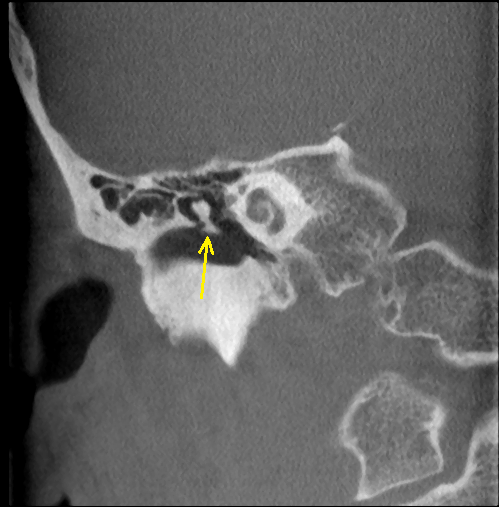
Scanner en coupe coronale montrant un malleus
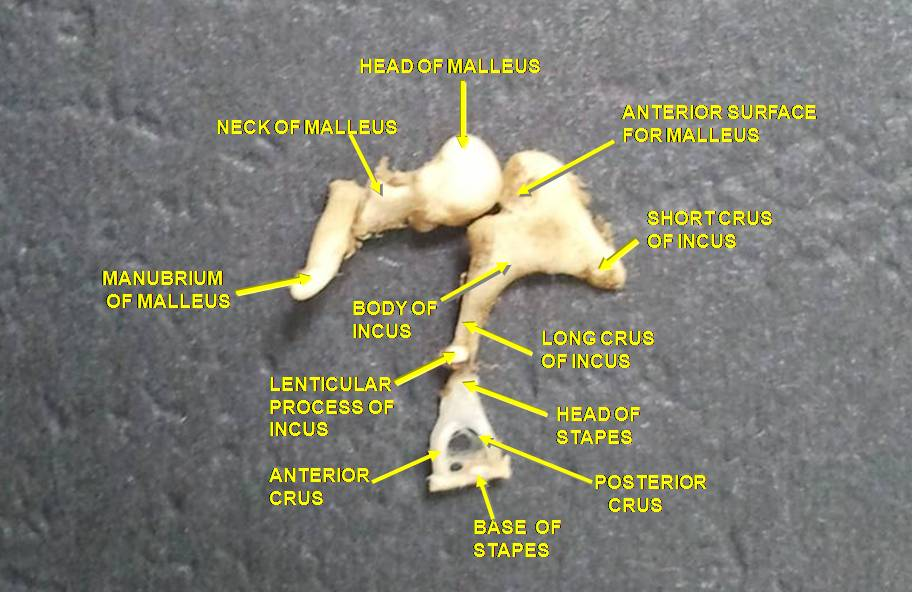
Dissection montrant les 3 osselets de la chaine ossiculaire retirés de la cavité tympanique.
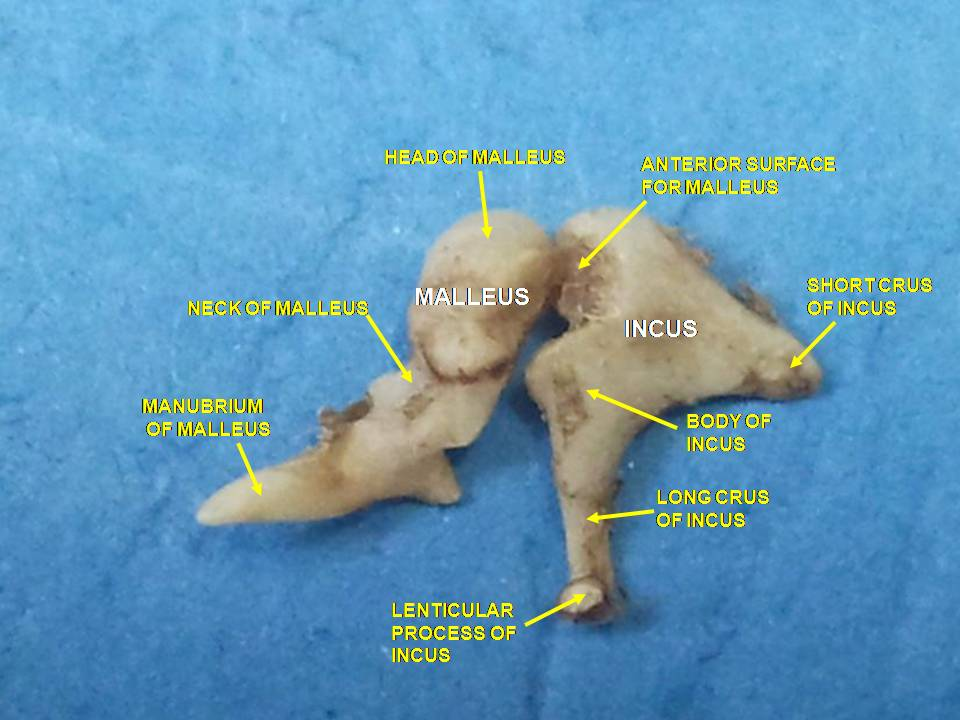
Dissection montrant un malleus et un incus et leur rapport